# 蒙圣艾尼昂
蒙圣艾尼昂（法語：Mont-Saint-Aignan，法語發音：[mɔ̃ sɛ̃.t‿ɛɲɑ̃]）是法国滨海塞纳省的一个市镇，属于鲁昂区。

## 地理
蒙圣艾尼昂（49°27'45"N, 1°5'14"E）面积7.94 平方千米，位于法国诺曼底大区滨海塞纳省，该省份为法国北部沿海省份，其西部及北部濒大西洋英吉利海峡，东起顺时针与索姆省、瓦兹省、厄尔省和卡爾瓦多斯省接壤。
与蒙圣艾尼昂接壤的市镇（或旧市镇、城区）包括：邦德维尔圣母镇、布瓦纪尧姆、代维尔莱鲁昂、乌普维尔、鲁昂。

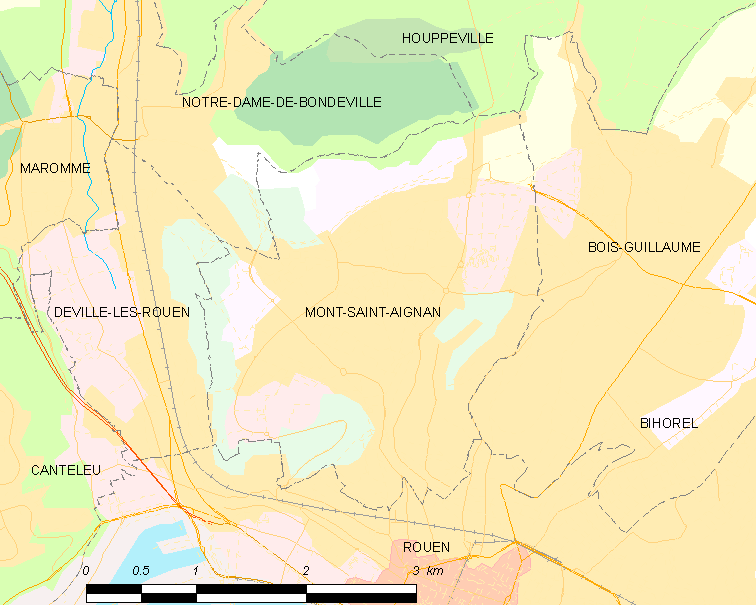
蒙圣艾尼昂的OSM定位图

蒙圣艾尼昂的时区为UTC+01:00、UTC+02:00（夏令时）。

## 行政
蒙圣艾尼昂的邮政编码为76130，INSEE市镇编码为76451。

## 政治
蒙圣艾尼昂所属的省级选区为蒙圣艾尼昂县。

## 人口

1962-2008年间蒙圣艾尼昂人口变化图示

蒙圣艾尼昂于2022年1月1日时的人口数量为20188人。